# Estación de Cardedeu
Cardedeu es una estación ferroviaria situada en el municipio español de Cardedeu, en la provincia de Barcelona, comunidad autónoma de Cataluña. Forma parte de la línea R2 de Cercanías Barcelona.

## Situación ferroviaria
La estación se encuentra en el punto kilométrico 36,7 de la línea férrea Barcelona-Cerbère en su sección entre Barcelona y Massanet a 191 metros de altitud. El tramo es de vía doble y está electrificado.

## Historia
La estación fue inaugurada el 27 de agosto de 1860 con la puesta en marcha del tramo Granollers - Empalme (situado en Massanet) siendo este último punto el lugar en el que se unieron el trazado por el interior por Granollers con el trazado por la costa que prolongaba la línea Barcelona-Mataró. Las obras y explotación inicial corrieron a cargo de la Compañía de los Caminos de Hierro de Barcelona a Granollers también llamada Compañía de los Caminos de Hierro del Norte de Barcelona. Varias fusiones y uniones empresariales tan habituales en el ferrocarril de finales del siglo XIX hicieron que la estación pasara por diferentes manos hasta recalar en TBF en 1875 que aglutinó varias de las pequeñas compañías de la época que operaban en la zona de Cataluña. En 1889, TBF acordó fusionarse con la poderosa MZA, dicha fusión se mantuvo hasta que en 1941 la nacionalización del ferrocarril en España supuso la desaparición de todas las compañías privadas existentes y la creación de RENFE. 
Desde el 31 de diciembre de 2004 Renfe Operadora explota la línea mientras que Adif es la titular de las instalaciones ferroviarias.

## La estación
El edificio para viajeros es un recinto de base rectangular, planta baja y disposición lateral a las vías. Cuenta con dos vías generales (vías 1 y 2) y otra derivada (vía 3). El acceso a las mismas se realiza gracias a dos andenes, uno lateral y otro central. El cambio de uno a otro requiere el uso de un paso subterráneo. 
Dispone de sala de espera, taquilla, máquina expendedora de billetes, torniquetes de acceso y un aparcamiento exterior.

## Servicios ferroviarios
Todos los trenes de cercanías (salvo 2 o 3) que por aquí pasan hacia el norte tienen como destino San Celoni y los demás que paran son regionales cadenciados con destino Cerbère u origen Portbou que paran en todas las estaciones del tramo norte de la línea R2 y todos con cabecera en Barcelona-Sants.
| << cabecera                    | < estación                       | línea | estación >        | cabecera >>                  |
| ------------------------------ | -------------------------------- | ----- | ----------------- | ---------------------------- |
| Rodalies de Catalunya de Renfe |                                  |       |                   |                              |
| Aeropuerto                     | Las Franquesas- Granollers Norte |       | Llinás del Vallés | San Celoni Massanet-Massanas |